# Higia Technologies
Higia Technologiesは、メキシコのベンチャー企業。乳がんの早期発見につながるウェアラブルデバイス「EVA」の開発を行っている。

## 概要
企業名は、ギリシア神話の健康の維持や衛生を司る女神ヒュギエイアに由来する。
設立者であるジュリアン・リアンの母親はジュリアンが13歳の時（2012年）に乳がんを発症した。メキシコではマンモグラフィーの装置は100万人に9.5台しかなく、早期発見が遅れたこともあって、母親は両乳房を切除することになった。このことからジュリアンは簡易に乳がんの早期発見を行える装置の開発を目指すことになる。

## 沿革
2016年1月、ジュリアン・リアンはEVAの基本となる乳房の自己診断のアイデアを思いついた。同年3月、アメリカ合衆国バブソン大学のInnovation ChallengeでEVAのアイデアが優勝する。同年6月には友人のホセ・アントニオ・トーレスらが合流し、EVAの開発が始まり、同年7月にはMVP（Minimum viable product、実用最小限の製品）が完成する。
起業家機構が主催する学生起業家のみを対象とした国際的な起業アワードGSEA（Global Student Entrepreneur Awards）でを受賞したが、メキシコ企業としては初めて受賞となった。

## EVA
EVAは、家庭で乳がんの早期発見につながる簡易検査を行うことができるウェアラブルデバイス。
乳がんの早期発見にはマンモグラフィー、超音波検査などがあるが、マンモグラフィーは検査装置が大掛かりになると共に、アジア人に多いとされる高濃度乳房では乳がん発見が困難という問題点がある。超音波検査は、検査技師や撮影された映像を読み解く医師の技量に発見率が大きく左右される問題点がある。がん細胞が活動し増殖している場合は、がん細胞の周囲の発熱量（体温）が高くなることを利用して、乳房表面の温度を測定し早期検出に利用する方法論は、1950年代には確立されていたが、測定機器の精度の問題から有効な検査方法ではなかった。
EVAでは、およそ200のバイオセンサーを搭載したカップで乳房の全体を覆い、乳房表面の温度を測定する。測定したデータはBluetoothを介して、スマートフォンのアプリケーションに送られ、クラウドストレージに蓄積され、クラウドサービスのAIによってデータ解析を行う。測定データに異常が認められれば、アプリケーションが医療機関の受診をうながす。